# Ferdinand Petersen
Ferdinand Julius Martin Petersen (6. maj 1875 i København – ?) var en dansk atlet medlem af Københavns FF, Københavns AF og Hellerup IK.
Petersen satte 9. august 1896 på K.B.s græsbane på Forchhammersvej uofficiel verdensrekord på 100 meter med tiden 11,0, hvilket ville have gjort sig ved OL samme år, hvor vindertiden blev 12,0. Ferdinand Petersen deltog imidlertid ikke. Rekorden stod som dansk rekord til 1918. Han var en af Europas bedste sprinter og rejste i 1890'erne rundt til stævner i Tyskland, Sverige og Norge.
Petersen spillede en kort tid højre wing på KBs fodboldshold.
Petersen arbejdede som bankassistent og vekselerer.

## Danske rekorder
- 100 yard: 10,2 7. oktober 1894
- 100 meter: 11.0 1896
- 150 meter: 17,2 1897
- 200 meter: 24,2 1894
- 120 yard hækkeløb: 17,0 1897 (92 cm hække)
- Højdespring: 1,62 1899
- Trespring: 11,40 25. juli 1897

## Danske mesterskaber
- Guld 1901 100 meter
- Sølv 1899 150 meter
- Guld 1898 150 meter
- Guld 1897 150 meter
- Guld 1897 120 yard hækkeløb
- Guld 1896 150 meter